# Кірха Святого Вознесіння (Харків)
Кірха (церква) Святого Вознесіння — сакральна споруда євангелічно-лютеранської громади у місті Харків.

## Історія

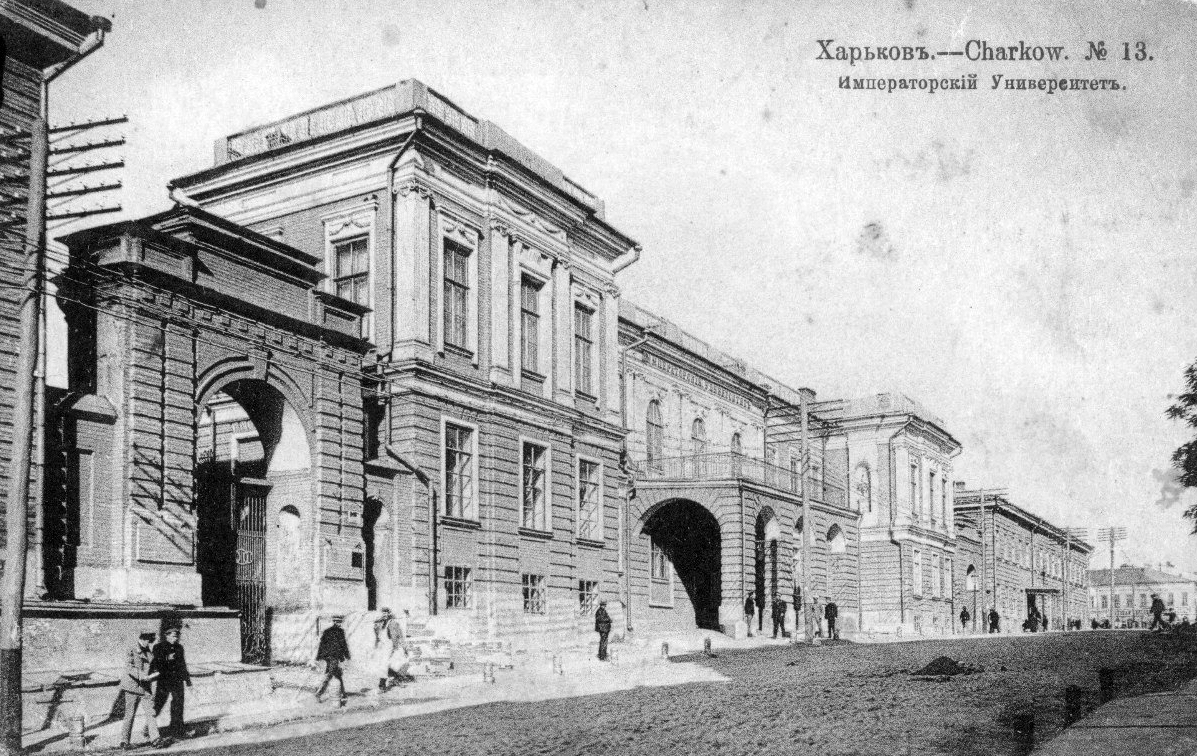
Імператорський Харківський університет

Перші лютерани на території Харкова виникли внаслідок процесу зросійщення й утихомирення українських земель, що велося просвітницькою політикою в регіоні, зокрема колонізацією територій через насичення міст чужоземними колоністами. Так вирішувалося кілька проблем. По-перше, просвітительство могло б погамувати спротив і зменшити ризики нових повстань. Такий хід думок був принесений Катериною II, яка вважала усі корінні народи, що мешкали в межах Російської Імперії й не були інкорпоровані у російське суспільство, звичайнісінькими варварами, тубільцями, що внаслідок своєї «нецивілізованості» поводяться агресивно. Йдеться про непокору соціальним утискам імперського уряду й подальшим крокам до асиміляції. По-друге, заселення відбувалося грамотними й освіченими людьми, котрих конче бракувало в Російській Імперії, і які могли посприяти промисловому процвітанню в регіоні й підвищенню рівня науки в країні.
Значним внеском, що дав вагомий поштовх у розвитку Харкова, було заснування Харківського Імператорського університету, який за часом зведенням був четвертим у всій Росії. Запрошені викладачі з західноєвропейських країн почали нести власну віру. Як наслідок, почало розвиватися лютеранство, що характерно, спершу серед інтелігенції й освічених прошарків населення, які були бодай якось пов'язані з університетом, а пізніше охопила нижчі верстви.

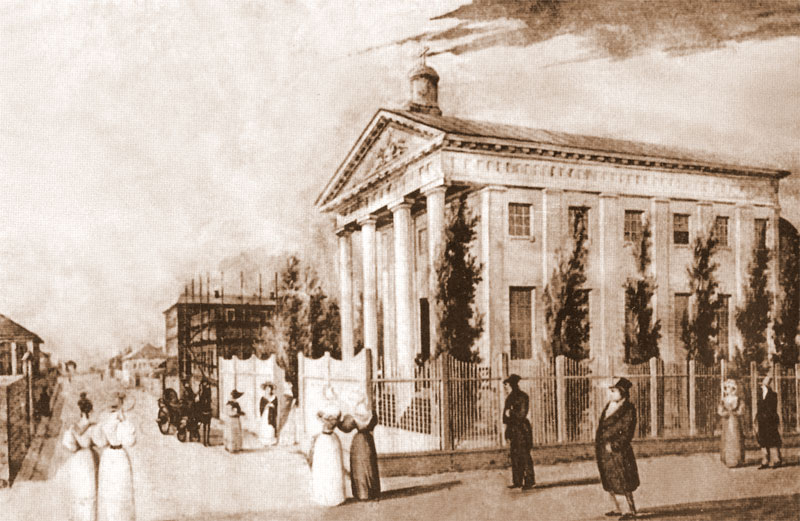
Старий вид кірхи викарбуваний на гравюрі 1829—1930 років.

Перші харківські лютерани, належно духовним потребам, почали перейматися питанням проведення церковних служб, які спершу почали проводитися у стінах Харківського університету. Такі служіння відбувалися хаотично й завжди у різних аудиторіях. Пізніше було виділено окреме приміщення для богослужінь. Проте, це не вирішувало остаточно проблему. Тому в 1823 році почались збори коштів оголошені по всій імперії на побудування лютеранської церкви. У 1827 р. лютеранська громада подала запит місцевій владі на виокремлення землі під будівництво, що було успішно задоволено. Отож, 12 травня 1827 року розпочалося будівництво. Коли виявилося, що зібраних коштів не вистачить для добудови, у 1825 році був висланий запит Миколі I з проханням виділити певну суму на церковні потреби. Так 30 листопада 1827 року з імператорської скарбнички було виділено жалування. Будівництво велося близько трьох років, коли в осені 1827 р. не було завершено кірху. Загальна сума, що обійшлася під час зведення значилася 40 тис. рублів.
Роки спливали, громада розвивалася. Було одержано в церковну власність притулок, училище, школу, ба навіть кладовище. І коли кірха з часом занедбалася пастор Е. Берґ (1876—1924) оголосив збір коштів на реконструкцію будівлі. За три роки було накопичено близько трьох тисяч рублів, але дійти до реалізації так і не вдалося через смерть пастора. З приходом нового пастора М. Штендера (1907—1924) було вирішено всуціль перебудувати кірху. Врешті, накопичивши необхідну суму, було організовано будівничу комісію під керівництвом професора Л. О. Струве, яка згідно з проєктом найманого з Петербурга архітектора А. Ф. Ґергарда, розпочала будівництво у 1912 році й впродовж 15 місяців завершила зведення. Головний проєкт був виконаний у жанрі неоромантизму і сконструйований згідно з популярною архітектурною традицією XIX—XX ст. школи мюнхенського професора Теодора Фішера. Будівля була багато чим схожа на середньовічні церкви Німеччини, чим вказувала на історичність побудови. Пізніше, 17 листопада 1913 року, церкву було освячено.

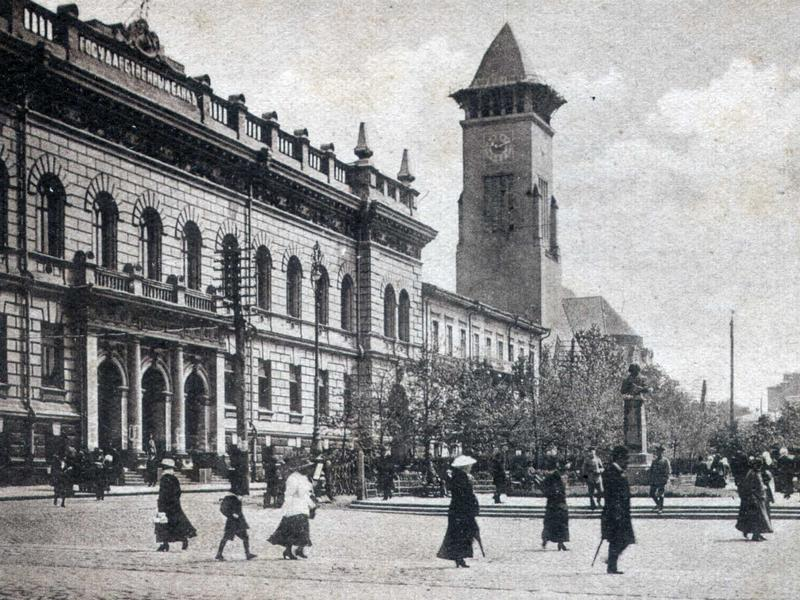
Нова Кірха зображена на листівці радянського часу.

До початку Першої світової війни лютеранська громада значилася активною участю в життєдіяльності міста, що проявлялася завдяки доброчинним заходам, що здійснювалися через німецьке благодійне співтовариство, а також сиротинці й притулки. Велася й освітня діяльність завдяки церковним гімназіям, училищам, бібліотекам. Однак з початком війни ставлення до німців в Російській Імперії суттєво похитнулося, що зокрема відбилося на лютеран, які почасти складалися з етнічних німців.
Пізніші роки викарбувалися дедалі заглибленішим занепадом церкви. Особливо значну роль у стагнації відіграла радянська влада, яка спочатку позбавила усі церковні громади право на викладання у школі, так лютерани втратили гімназію, а пізніше вилучило з власності кладовище, сиротинець і притулок. Таким чином громада не знищувалася, а лише обмежувалася і консервувалася. Встановлювався суворий нагляд за «діячами культу», майном церкви. Зменшувався приріст нових мирян через атеїстичне виховання, що було нав'язувалася кожному радянському громадянину. Врешті-решт у 1930-х роках лютеранську церкву зачинили. Запустіння тривало аж до розпаду СРСР і появи німецьких культурних об'єднань «Відродження», що спричинили поновленню діяльності лютеранських громад.
Лютеранська громада Харкова почала потроху приходити до тями й оживати. Так відновилися богослужіння, що спершу проводилися у квартирах вірян або тимчасово орендованих приміщеннях. За сприянням Євангелічно-лютеранської церкви Баварії та Шведської місії 20 жовтня 2000 року було придбано у постійне користування будинок, який у 2002 році було реконструйовано. Проєкт розробив архітектор А. Н. Чуб, який згодом був ухвалений церковною радою.

## Пастори

### Доцерковний час
- Вебер (1786)
- Йоганн Готфрід Барендт (1804—1805)
- Гейзе (1809—1810)
- Зедергольм (?—1820)

### Стара кірха
- Йоганн Амброзіус Розенштраух (1821—1835)
- Ландезен (1835—1857)
- Август Іванович Юргенсон (1857—1876)
- Емілій Карлович Берг (1876—1906)

### Нова кірха
- Максиміліан Карлович Штендер (1907—1924)
- Павел Фрідріхович Кульберг (1924—1927)
- Едуард Федорович Гессе (1925)
- Густав Якович Бірт (1928—1934)

### Радянський період
- Сімон Клудт (?)
- Ніколаус-Георг Модерау (?)
- Альберт Маєр (?—1936)

### Сучасність
- Вальдемар Вардашко (1993—2004)
- Клаус Вальц (2004—2005)
- Андреас Гамбург (2005—2008)
- Святослав Фехтель (2008—2009)
- Арміндо Шмехель (2010—2012)
- Павло Шварц (2012 — донині)